# Sange der ikke er til radioen
Sange der ikke er til radioen er det femte studiealbum af den danske popsanger Thomas Buttenschøn. Det blev udgivet i 2014, udelukkende på CD og LP.
Det fik 5/6 stjerner i musikmagasinet GAFFA. Under Comedy Aid 2014 optrådte han med sangene "To Kolde Øl" og "Helle Thorning".

## Spor
1. "Lauritz"
2. "Guldfisk"
3. "To Kolde Øl"
4. "Kærestetid"
5. "Jeg Er Fan"
6. "Dit Hus Er Til Salg"
7. "Grib Bolden"
8. "Helle Thorning"
9. "Intet Har Ændret Sig"
10. "Hvad Siger Du Til At Blive Ved"